# Phil Orr
Pour les articles homonymes, voir Orr.
Pas d'image ? Cliquez ici

a Compétitions nationales et continentales officielles uniquement.

b Matchs officiels uniquement.
Philip Andrew Orr, connu comme Phil Orr, est né le 14 décembre 1950 à Dublin (Irlande). C’est un joueur de rugby à XV évoluant au poste de pilier. Il joue avec l'équipe d'Irlande entre 1976 et 1987, obtenant 58 sélections. Il dispute également un test avec les Lions britanniques.

## Palmarès
Phil Orr obtient 58 sélections en équipe d'Irlande, toutes en tant que titulaire, entre le 7 février 1976 au Parc des Princes contre l'équipe de France et le 7 juin 1987 à Sydney contre l'Australie. Il participe à douze éditions du tournoi des Six Nations, en 1976, 1977, 1978, 1979, 1980, 1981, 1982, 1983, 1984, 1985, 1986, 1987. Il remporte trois tournois en 1982, 1983 et 1985. Il dispute 46 rencontres dans cette compétition.
Phil Orr participe à la première édition de la Coupe du monde, en 1987 où il dispute trois rencontres, contre le pays de Galles, le Canada et l'Australie.
Il participe à deux tournées des Lions britanniques, en 1977 en Nouvelle-Zélande, où il dispute douze rencontres dont un test, défaite 16 à 12 face aux All Blacks et inscrit un essai contre les Maoris, et en  1980 en Afrique du Sud où il dispute cinq rencontres.
Il participe également à six rencontres avec les Barbarians, dont des rencontres contre la Nouvelle-Zélande en 1978 et l'Australie en 1984.